# Taito Super Qix Hardware
Taito Super Qix Hardware es una placa de arcade creada por Taito destinada a los salones arcade.

## Descripción
El Taito Super Qix Hardware fue lanzada por Taito en 1981.
Posee un procesador Z80 @ 6 MHz., y tiene dos chips de sonido AY8910 @ 1.5 MHz., Adicionalmente posee un procesador para protección, el M68705 @ 0.49 MHz.
En esta placa funcionaron 3 títulos.

## Especificaciones técnicas

### Procesador
- Z80 @ 6 MHz.

### Audio
Chips de Sonido
- 2x AY8910 @ 1.5 MHz.

## Lista de videojuegos
- Prebillian
- Super Qix
- Vs. Hot Smash